# Crypton Engineering
Crypton Engineering – były włoski zespół wyścigowy, startujący w latach 1990–1993 w Mistrzostwach Międzynarodowej Formuły 3000.
W 1990 roku zespół wystawił tylko jednego kierowcę – Fabrizio Barbazze, który był szesnasty w klasyfikacji kierowców. Rok później jedyne punkty dla zespołu zdobył Francuz Philipe Gache, który był czwarty podczas wyścigu na Circuit de la Sarthe. W sezonie 1992 roku czterokrotnie odnosił zwycięstwa. Uzbierane 46 punktów pozwoliło mu zdobyć tytuł mistrza serii. Również drugi kierowca zespołu Michael Bartels spisał się bardzo dobrze kończąc sezon na czwartym miejscu w klasyfikacji generalnej. Tym samym ekipa również okazała się najlepsza spośród wszystkich zespołów. Rok później oczekiwania spełnił jedynie Portugalczyk Pedro Lamy, który zwyciężył w wyścigu na torze Circuit de Pau-Ville. Ostatecznie wywalczył on tytuł wicemistrzowski. Takie same miejsce przypadło ekipie w klasyfikacji zespołów.